# Upplands runinskrifter 384
Upplands runinskrifter 384 är ett vikingatida runstensfragment av röd sandsten som påträffades på Klosterområdet, Sigtuna och Sigtuna kommun. Fragmentet är 0,67 meter gånger 0,4 meter stort. Det hittades på klosterområdet på östra sidan om Mariakyrkan i Sigtuna 1945. Fragmentet förvaras på Sigtuna museum.

## Inskriften
Translitterering av runraden:
§A katily · lit · raita ...im · hu-... ...-an 
§B ...(a)rl · uk · kerþer 
§C eftiʀ · sue(l)... ...
Normalisering till runsvenska:
§A Kætiløy let retta ... ... ... 
§B [K]arl ok Gærðar 
§C æftiʀ ... ...
Översättning till nusvenska:
Kättilö lät resa ... Karl och Gärdar ... efter ...